# C5a 펩티데이스
C5a 펩티데이스(C5a peptidase, EC 3.4.21.110, streptococcal C5a peptidase, ScpA, ScpB, SCPA)는 세균 효소의 일종으로, 보체 조각인 C5a를 불활성화한다. 주된 절단 위치는 사람 C5a의 His67-Lys68, 그 외 절단 위치는 Ala58-Ser59가 있다.
매우 특이적인 기질 결합성을 보이며, 서브틸리신과 유사한 막연관 세린 펩티데이스이다.